# Họ Trèo cây
Trèo cây là tên gọi chung của một nhóm các loài chim dạng sẻ nhỏ thuộc chi Sitta trong họ Sittidae, có hình thái đặc trưng là đầu to, đuôi ngắn, mỏ và bàn chân khỏe khoắn. Các loài thuộc họ trèo cây sử dụng tiếng hót vừa to vừa đơn giản để đánh dấu lãnh thổ của chúng. Hầu hết các loài đều có phần trên màu xám hoặc hơi xanh và có sọc ngang mắt đen.
Đại đa số các loài trèo cây sinh sản ở rừng ôn đới hoặc rừng trên núi ở Bắc Bán cầu, ngoại trừ có hai loài đã thích nghi với môi trường sống vùng đá ấm hơn và khô hơn ở lục địa Á-Âu. Tuy nhiên, khu vực có đa dạng loài lớn nhất lại ở phía Nam Á. Chính sự tương đồng về ngoại hình giữa các loài đã làm cản trở trong việc phân biệt và xác định giữa các loài khác nhau. Tất cả các loài của chi này làm tổ trong các lỗ hoặc kẽ hở. Gần như toàn bộ các loài đều không di cư và ở yên trong môi trường sống quanh năm, ngoại trừ loài S. canadensis ở Bắc Mỹ di trú đến những vùng ấm hơn trong mùa đông. Một số loài trèo cây có phạm vi phân bố hạn chế và phải đối mặt với hiểm họa do nạn chặt phá rừng.
Trèo cây là loài ăn tạp. Khẩu phần chủ yếu của loài chim này là côn trùng, quả kiên và hạt. Chúng săn tìm côn trùng ẩn trong hoặc dưới vỏ cây bằng cách trèo dọc theo thân và cành cây, đôi khi sử dụng cả động tác lộn ngược. Mặc dù chim trèo cây thường kiếm ăn trong vùng lãnh thổ của chúng vào mùa sinh sản, nhưng thỉnh thoảng chúng tham gia kiếm ăn cùng với nhiều loài chim khác tụ họp thành đàn. Tên tiếng Anh của nhóm loài này có nguồn gốc từ tập tính nhét mồi vào một kẽ hở rồi dùng chiếc mỏ khỏe đập vào của một số loài khác.

## Phân loại
René-Primevère Lesson là người lần đầu giới thiệu họ Trèo cây (Sittidae) vào năm 1828.
Đôi khi loài Tichodroma muraria vốn sống ở vùng núi phía nam Á-Âu cũng được xếp vào trong cùng họ với các loài trèo cây. Trong trường hợp này, Tichodroma muraria nằm trong phân họ riêng biệt "Tichodromadinae", còn các loài trèo cây được gộp trong phân họ "Sittinae". Tuy nhiên, Tichodroma muraria thường được đặt trong họ riêng biệt, Tichodromadidae.
Thoạt nhìn, Tichodroma muraria tuy có ngoại hình trung gian giữa trèo cây và đuôi cứng, nhưng chính vẻ ngoài, kết cấu bộ lông cũng như hình dạng và kiểu dáng của đuôi cho thấy nó gần giống với họ trèo cây hơn.
Hypositta corallirostris ở Madagascar và các loài thuộc chi Daphoenositta ở Úc và New Guinea từng được xếp vào họ Trèo cây vì những điểm tương đồng về ngoại hình và tập tính, nhưng chúng không có quan hệ họ hàng gần gũi. Những điểm tương đồng này xuất phát từ quá trình tiến hóa hội tụ nhằm lấp đầy một ổ sinh thái.
Họ hàng gần nhất của trèo cây, ngoài Tichodroma muraria, là họ Đuôi cứng, và hai (hoặc ba) họ này đôi khi được xếp vào một nhóm lớn hơn với họ Tiêu liêu và họ Polioptilidae. Liên họ Certhioidea được đề xuất dựa trên các nghiên cứu phát sinh chủng loại sử dụng DNA ty thể và nhân tế bào. Certhioidea được lập ra là để chứa một nhánh gồm (bốn hoặc) năm họ đã bị tách ra khỏi một nhánh chim dạng sẻ lớn hơn là liên họ Lâm oanh (Sylvioidea).

### Tên chi
Tất cả các loài đều thuộc chi Sitta Linnaeus, 1758. Tên gọi có nguồn gốc từ từ Hy Lạp cổ đại σίττη: síttē, một từ chỉ dạng chim này.
Thuật ngữ nuthatch trong tiếng Anh bắt nguồn từ tập tính của một số loài. Các loài đó thường nhét một con côn trùng lớn hoặc hạt giống vào một vết nứt và dùng chiếc mỏ mạnh để đập vào trong.

### Ranh giới loài
Ranh giới loài trong họ Trèo cây rất khó xác định. S. canadensis, S. whiteheadi và S. villosa có phạm vi sinh sản cách nhau hàng ngàn kilomet, nhưng lại có cùng môi trường sống, hình thái và tiếng hót. Trước đây chúng được coi là một loài, nhưng hiện nay thường được chia thành ba và gộp chung trong một liên loài cùng với S. krueperi và S. ledanti. Điểm khác thường là cả năm loài đều có tập tính tự đào tổ của mình.
S. europaea, S. nagaensis, S. cashmirensis và S. cinnamoventris hình thành một liên loài khác và thay thế nhau về mặt địa lý trên khắp châu Á. Chúng hiện được coi là bốn loài riêng biệt, nhưng các loài ở Nam Á từng được xếp là một phân loài của S. europaea. Một thay đổi gần đây trong cách phân loại này là tách S. cinnamoventris thành ba loài, bao gồm S. castanea ở phía nam sông Hằng, S. neglecta ở Đông Nam Á, và S. cinnamoventris (sensu stricto) ở trên dãy Himalaya. Các nghiên cứu DNA ty thể đã chứng minh rằng phân loài S. (europea) arctica ở phía bắc của S. europaea có đặc điểm khác biệt, và có thể là ứng cử viên cho trạng thái loài đầy đủ. Đề xuất chia tách này đã được Liên hiệp Các nhà điểu học Anh chấp thuận.
Một đánh giá năm 2006 về các loài trèo cây ở châu Á cho thấy vẫn còn những vấn đề tồn đọng trong phân loại họ Trèo cây và đề xuất tách chi Sitta. Đề xuất này lập một chi thứ hai gồm các loài mỏ đỏ và vàng ở châu Á (trèo cây trán đen, trèo cây mỏ vàng và S. oenochlamys), một chi thứ ba cho S. azurea và có thể cả một chi thứ tư cho trèo cây lưng đen.
Các mẫu hóa thạch của nhóm này dường như chỉ giới hạn ở xương bàn chân của chim ở Bayern vào thế Miocen sớm, được các nhà khảo cổ xác định là đại diện đã tuyệt chủng của liên họ Certhioidea gồm các loài đuôi cứng, Tichodroma muraria và trèo cây. Mẫu hóa thạch ấy được gọi là Certhiops rummeli. Có hai loài hóa thạch đã được gán vào chi Sitta: S. cuvieri (Gervais, 1852) và S. senogalliensis (Portis, 1888), nhưng có lẽ chúng không thuộc họ Trèo cây.

## Mô tả

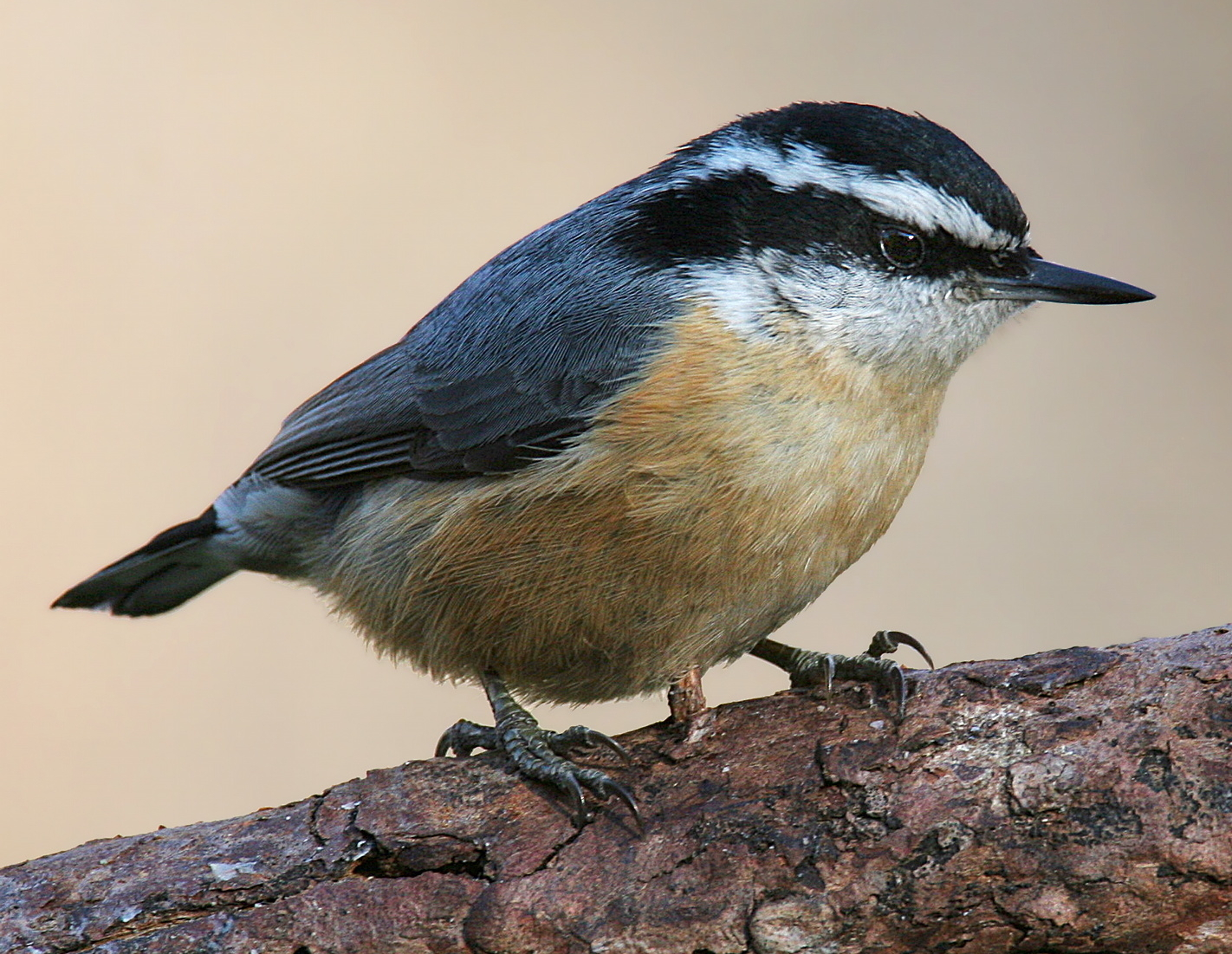
S. canadensis được cho là có giống như một chiếc kèn thiếc.

Trèo cây là loài chim nhỏ gọn với chân ngắn, cánh nén và đuôi có 12 lông vuông. Chúng có mỏ dài, cứng, nhọn và các ngón chân khỏe với móng vuốt dài. Lưng trèo cây có màu xanh xám (xanh tím ở một số loài châu Á), và cũng có loài có mỏ màu đỏ hoặc vàng. Phần dưới của chim có màu trắng với nhiều tông màu da bò, cam, đỏ hoặc hoa cà. Mặc dù các họa tiết trên đầu khác nhau tùy loài, nhưng đặc điểm sọc ngang mắt dài màu đen cùng lông mày (supercilium) màu trắng tương phản, trán sẫm màu và đỉnh đầu màu đen vẫn là hình thái phổ biến. Cả trèo cây đực và cái đều có ngoại hình giống nhau, ngoại trừ có thể khác nhau về màu sắc phần dưới, đặc biệt là ở hai bên sườn sau và dưới đuôi. Chim non và chim một năm tuổi gần như không thể phân biệt được với chim trưởng thành.
Kích thước các loài trèo cây khá đa dạng, từ S. magna dài đến 195 mm (7,7 in) và nặng đến 36–47 g (1,3–1,7 oz), đến S. pusilla và S. pygmaea, cả hai đều dài khoảng 100 mm (3,9 in) và nặng khoảng 10 g (0,35 oz).
Các loài Trèo cây có giọng hót rất đa dạng. Chúng sử dụng nhiều loại tiếng kêu huýt sáo, ríu rít và réo rắt. Tiếng hót mùa sinh sản có xu hướng đơn giản và thường giống với tiếng kêu liên lạc của chúng, nhưng có thời lượng dài hơn. S. canadensis có thể hiểu được tiếng của loài bạc má Poecile atricapillus do cả hai cùng chung sống trong một khu vực. P. atricapillus có các biến thể tiếng hót tinh tế giúp thông báo kích thước và mức độ nguy hiểm của kẻ săn mồi tiềm tàng. Bên cạnh nhiều loài chim nhận ra những tiếng kêu báo động đơn giản do các loài khác phát lên, S. canadensis còn có thể hiểu chi tiết các biến thể tiếng kêu của P. atricapillus và từ đó đưa ra hành vi phản ứng thích hợp.

## Các loài
Họ Trèo cây có mức đa dạng loài lớn nhất ở Nam Á (có thể là quê hương ban đầu của họ này) gồm có khoảng 15 loài sinh sống. Thế nhưng, họ này cũng có nhiều loài ở phần lớn Bắc bán cầu. Các loài trèo cây hiện được công nhận được liệt kê trong bảng dưới đây. Một số loài có tên thông thường tiếng Việt chính thức.
| Loài theo trình tự phân loại                            | Loài theo trình tự phân loại | Loài theo trình tự phân loại | Loài theo trình tự phân loại | Loài theo trình tự phân loại                                                                                    |
| Tên thông thường tiếng Anh (kèm tên tiếng Việt, nếu có) | Tên khoa học                 | Hình ảnh                     | Miêu tả | Phạm vi (số lượng cá thể nếu có)                                                                                |
| ------------------------------------------------------- | ---------------------------- | ---------------------------- | --- | --- |
| White-cheeked nuthatch                                  | Sitta leucopsis              |                              | Dài 13 cm (5,1 in), má, cằm, cổ họng và phần dưới màu trắng, phần trên chủ yếu có màu xám đen. | Tây Himalaya |
| Przevalski's nuthatch                                   | Sitta przewalskii            |                              | Dài 13 cm (5,1 in), má, cằm, cổ họng và phần dưới màu trắng, phần trên chủ yếu có màu xám đen. | Đông nam Tây Tạng đến miền tây Trung Quốc                                                                       |
| Giant nuthatch                                          | Sitta magna                  |                              | Dài 19,5 cm (7,7 in), phần trên màu xám và phần dưới màu trắng. | Trung Quốc, Myanmar và Thái Lan.                                                                                |
| White-breasted nuthatch                                 | Sitta carolinensis           |                              | Dài 13–14 cm (5,1–5,5 in), mặt và phần dưới màu trắng, phần trên chủ yếu có màu xanh xám nhạt. | Bắc Mỹ, từ nam Canada đến México                                                                                |
| Beautiful nuthatch (Trèo cây lưng đen)                  | Sitta formosa                |                              | Dài 16,5 cm (6,5 in), lưng đen có sọc trắng, phần lưng trên, mông và vai màu xanh sáng, phần dưới màu cam xỉn và mặt màu nhạt hơn.                                                                               | Đông bắc Ấn Độ và Myanmar, cũng như một số khu vực ở nam Trung Quốc và bắc Đông Nam Á                           |
| Blue nuthatch                                           | Sitta azurea                 |                              | Dài 13,5 cm (5,3 in), phần trên màu xám và phần dưới màu trắng. | Malaysia, Sumatra và Java                                                                                       |
| Velvet-fronted nuthatch (Trèo cây trán đen)             | Sitta frontalis              |                              | Dài 12,5 cm (4,9 in), mặt trên màu xanh tím, má màu hoa oải hương, phần dưới màu be và cổ họng màu trắng, mỏ màu đỏ, trán có mảng đen.                                                                           | Từ Ấn Độ và Sri Lanka, qua Đông Nam Á đến Indonesia                                                             |
| Yellow-billed nuthatch (Trèo cây mỏ vàng)               | Sitta solangiae              |                              | Dài 12,5–13,5 cm (4,9–5,3 in), phần dưới màu trắng, phần trên màu xanh lam, mỏ màu vàng. | Việt Nam và Đảo Hải Nam, Trung Quốc                                                                             |
| Sulphur-billed nuthatch                                 | Sitta oenochlamys            |                              | Dài 12,5 cm (4,9 in) phần dưới màu hồng nhạt, mỏ màu vàng, phần trên màu xanh lam. | Đặc hữu của Philippines                                                                                         |
| Pygmy nuthatch                                          | Sitta pygmaea                |                              | Dài 10 cm (3,9 in), mảng đầu màu xám, phần trên màu xám xanh, phần dưới màu trắng, đốm trắng ở gáy. | Tây Bắc Mỹ, từ British Columbia đến tây nam México (2,3 triệu)                                                  |
| Brown-headed nuthatch                                   | Sitta pusilla                |                              | Dài 10,5 cm (4,1 in), có mảng đầu đen, sọc ngang mắt đen hẹp, má, cằm và bụng màu trắng nhạt, cánh có màu xám xanh, có đốm trắng nhỏ ở gáy.                                                                      | Đặc hữu ở vùng Đông Nam Hoa Kỳ (1,5 triệu)                                                                      |
| Bahama nuthatch                                         | Sitta insularis              |                              | Rất giống với S. pusilla, nhưng có sọc ngang mắt sẫm hơn, mỏ dài hơn nhiều, cánh ngắn hơn và tiếng kêu khác. | Đặc hữu của Grand Bahama (1–49 cá thể, có nguy cơ tuyệt chủng)                                                  |
| Yunnan nuthatch                                         | Sitta yunnanensis            |                              | Dài 12 cm (4,7 in), phần trên màu xám và phần dưới màu trắng. | Đặc hữu ở tây nam Trung Quốc                                                                                    |
| Algerian nuthatch                                       | Sitta ledanti                |                              | Dài 13,5 cm (5,3 in), phần trên có màu xanh xám và phần dưới có màu trắng đục. Con đực có đỉnh đầu màu đen và sọc ngang mắt được ngăn cách bởi lông mày màu trắng. Con cái có đỉnh đầu và sọc ngang mắt màu xám. | Đặc hữu ở đông bắc Algérie (Ít hơn 1.000 cặp)                                                                   |
| Krüper's nuthatch                                       | Sitta krueperi               |                              | Dài 11,5–12,5 cm (4,5–4,9 in), phần dưới màu trắng với cổ họng màu đỏ, phần trên chủ yếu có màu xám. | Thổ Nhĩ Kỳ, Gruzia, Nga và trên đảo Lesbos của Hy Lạp. (80.000–170.000 cặp)                                     |
| Red-breasted nuthatch                                   | Sitta canadensis             |                              | Dài 11 cm (4,3 in), phần trên màu xám xanh, phần dưới màu đỏ, mặt trắng có sọc ngang mắt đen, họng trắng, mỏ thẳng màu xám và đỉnh đầu màu đen.                                                                  | Miền ôn đới phía tây và phía bắc Bắc Mỹ. Mùa đông trên gần hết toàn bộ lãnh thổ Hoa Kỳ và nam Canada (18 triệu) |
| Corsican nuthatch                                       | Sitta whiteheadi             |                              | Dài 12 cm (4,7 in), phía trên có màu xanh xám và phía dưới có màu trắng đục. Con đực có đỉnh đầu và sọc ngang mắt màu đen được ngăn cách bởi lông mày màu trắng. Con cái có đỉnh đầu và sọc ngang mắt màu xám.   | Đặc hữu ở Corse (khoảng 2.000 cặp)                                                                              |
| Chinese nuthatch                                        | Sitta villosa                |                              | Dài 11,5 cm (4,5 in), phần trên màu xám và phần dưới màu hồng. | Trung Quốc và bán đảo Triều Tiên                                                                                |
| Western rock nuthatch                                   | Sitta neumayer               |                              | Dài 13,5 cm (5,3 in), phần họng và phần dưới màu trắng bóng. Màu của phần trên màu xám và độ đậm của sọc ngang mắt khác nhau giữa ba phân loài.                                                                  | Từ vùng Balkan về phía đông qua Hy Lạp và Thổ Nhĩ Kỳ đến Iran (130.000)                                         |
| Eastern rock nuthatch                                   | Sitta tephronota             |                              | Dài 16–18 cm (6,3–7,1 in). phần trên màu xám, phần dưới màu trắng, phần mông màu hồng. | Từ Kurdistan ở bắc Iraq và tây Iran đến Trung Á (43.000–100.000 ở châu Âu)                                      |
| Siberian nuthatch                                       | Sitta arctica                |                              | Dài 15 cm (5,9 in) mỏ dài và mỏng, sọc ngang mắt đen, phần trên màu xanh xám, phần dưới màu trắng tinh, móng vuốt dài.                                                                                           | Đông Siberia |
| White-browed nuthatch                                   | Sitta victoriae              |                              | Dài 11,5 cm (4,5 in), phần trên màu xám và phần dưới chủ yếu màu trắng. | Đặc hữu ở Myanmar                                                                                               |
| White-tailed nuthatch (Trèo cây Himalaya)               | Sitta himalayensis           |                              | Dài 12 cm (4,7 in), có mỏ nhỏ hơn S. cashmirensis, phần thân dưới màu cam đỏ với phần lông dưới đuôi màu hung đỏ tươi không họa tiết, phần lông đuôi phía trên màu trắng rất khó nhìn thấy trên thực địa.        | Dãy Himalaya từ đông bắc Ấn Độ đến tây nam Trung Quốc, ở phía đông cục bộ đến Việt Nam                          |
| Eurasian nuthatch                                       | Sitta europaea               |                              | Dài 14 cm (5,5 in), sọc ngang mắt đen, phần trên màu xám xanh, phần dưới màu đỏ và/hoặc trắng tùy phân loài. | Ôn đới lục địa Á-Âu (10 triệu)                                                                                  |
| Chestnut-vented nuthatch                                | Sitta nagaensis              |                              | Dài 12,5–14 cm (4,9–5,5 in), phần trên chủ yếu màu xám nhạt và phần dưới chủ yếu màu trắng, có sọc ngang mắt sẫm màu.                                                                                            | Từ đông bắc Ấn Độ đến đông bắc Thái Lan                                                                         |
| Kashmir nuthatch                                        | Sitta cashmirensis           |                              | Dài 14 cm (5,5 in), phần trên chủ yếu có màu xám, phần dưới màu đỏ với cổ họng và cằm nhạt màu hơn. | Từ đông Afghanistan đến tây Nepal                                                                               |
| Indian nuthatch                                         | Sitta castanea               |                              | Dài 13 cm (5,1 in). | Bắc và trung Ấn Độ                                                                                              |
| Chestnut-bellied nuthatch                               | Sitta cinnamoventris         |                              | Dài 13 cm (5,1 in), màu sắc khác nhau giữa các phân loài. | Chân dãy Himalaya, từ đông bắc Ấn Độ đến tây Vân Nam và Thái Lan                                                |
| Burmese nuthatch                                        | Sitta neglecta               |                              | Dài 13 cm (5,1 in). | Từ Myanmar đến Lào, Campuchia và miền nam Việt Nam                                                              |

## Phân bố và môi trường sống

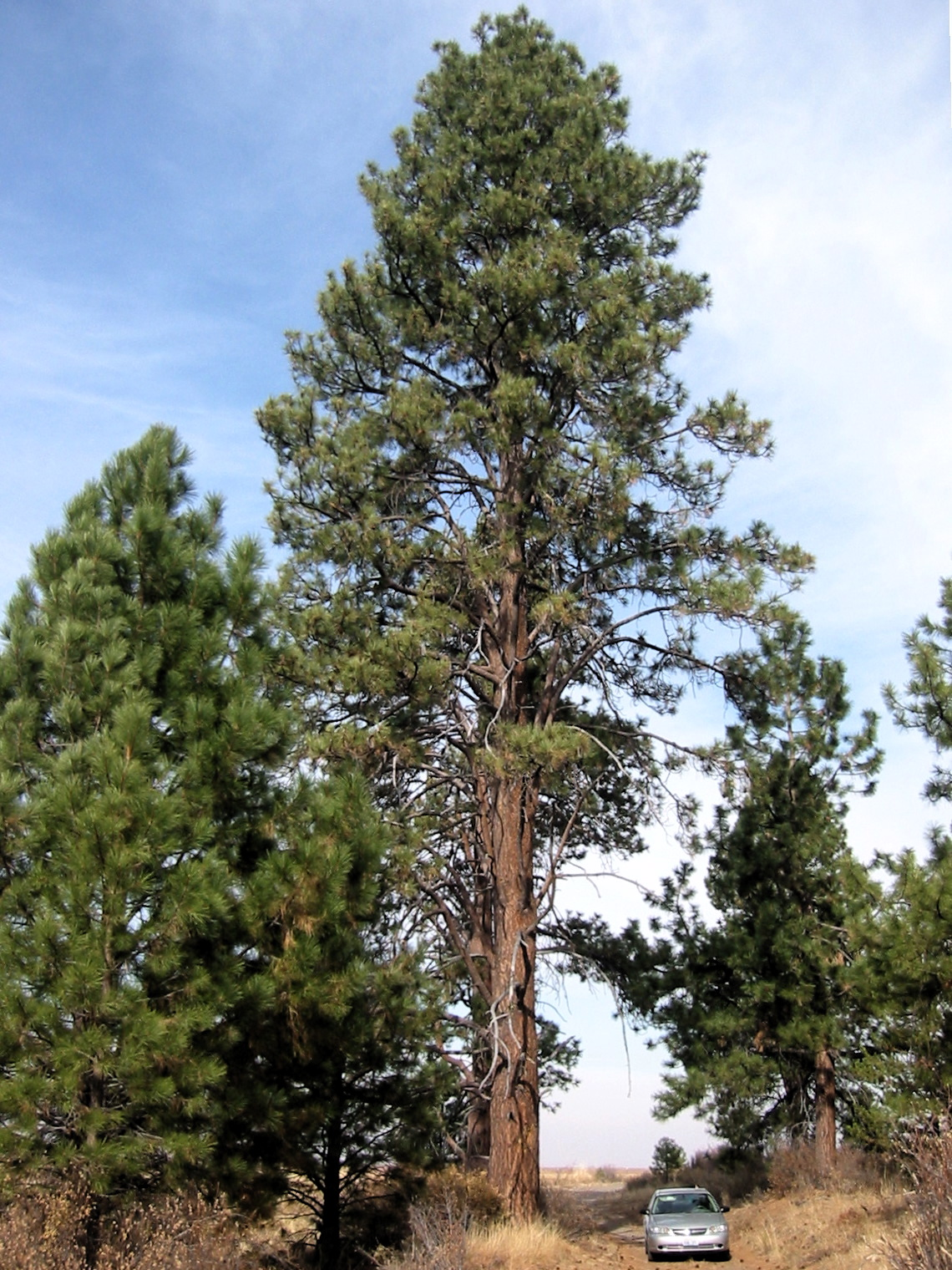
Rừng thông Pinus ponderosa mở là hệ sinh thái của S. pygmaea.

Các loài trèo cây sống ở khắp Bắc Mỹ, châu Âu và khắp châu Á cho đến đường Wallace. Trèo cây phân bố thưa thớt ở châu Phi. Châu lục này có một loài sống ở một khu vực nhỏ phía đông bắc Algérie và một quần thể phân loài S. e. hispaniensis của S. europaea ở vùng núi Maroc. Đa số các loài sống ổn định địa lý quanh năm. Loài có tập tính di cư mạnh nhất là S. canadensis. Đây là loài trú đông rộng khắp Bắc Mỹ và rời khỏi những vùng cực bắc nằm trong phạm vi sinh sản của chúng ở Canada. S. canadensis còn được ghi nhận là loài di cư lang thang ở Bermuda, Iceland và Anh.
Hầu hết các loài trèo cây là chim rừng và phần lớn được tìm thấy ở rừng thông hoặc cây thường xanh. Dù là vậy, mỗi loài lại sống ở một loại cây cụ thể khác nhau. Mức độ phụ thuộc thay đổi từ S. whiteheadi (loài này có quan hệ mật thiết với thông Pinus nigra) đến môi trường sống đa dạng của S. europaea (loài này mặc dù ưa sống ở rừng cây rụng lá hoặc hỗn hợp, nhưng lại sinh sản trong các khu rừng lá kim trong phạm vi phương bắc của chúng). Tuy nhiên, có hai loài trèo cây không sinh sống hoàn toàn trong rừng: dù cả hai thường di trú vào khu vực nhiều cây cối rậm rạp ngoài mùa sinh sản nhưng chúng lại sinh sản trên sườn đá hoặc vách đá. Ở các vùng của châu Á vốn có nhiều loài phân bố trong cùng một khu vực địa lý, môi trường sống ưa thích của các loài trèo cây được phân chia tùy thuộc vào độ cao.
Trèo cây thích nghi với khí hậu đôi chút ôn hòa. Các loài phía bắc sống ở vùng thấp, còn những loài xa hơn về phía nam thì được tìm thấy ở môi trường sống vùng cao mát mẻ hơn. S. europaea và S. canadensis là những loài chim vùng đất thấp ở phía bắc trong phạm vi rộng lớn của chúng, nhưng lại sinh sản ở vùng núi xa hơn về phía nam. Ví dụ một loài sinh sản ở nơi có nhiệt độ tháng 7 rơi vào khoảng 16–27 °C (61–81 °F) là S. europaea, mặc dù được tìm thấy ở vùng đất thấp ở Bắc Âu nhưng các nhà khoa học lại phát hiện chúng sinh sống ở vùng cao khoảng 1.750–1.850 m (5.740–6.070 ft) ở Maroc. Trèo cây trán đen là loài duy nhất sống trong rừng đất thấp nhiệt đới.

## Hành vi

### Làm tổ, sinh sản và sinh tồn

Mặt cắt ngang của hốc làm tổ của S. neumayer với bức tường bùn và đường hầm xuyên qua lối vào

Tất cả các loài trèo cây đều làm tổ trong các hốc. Ngoại trừ hai loài sống ở vùng đá, còn lại đều sử dụng các hốc cây và tái thiết thành một chiếc tổ hình cốc đơn giản có lót vật liệu mềm để đặt trứng. Ở một số loài, lớp lót được làm bằng các vật thể gỗ nhỏ như mảnh vỏ cây và vỏ hạt. Ở một số loài khác, lớp lót chúng sử dụng là các loại cây rêu, cỏ, lông chim và lông đặc trưng của chim dạng sẻ.
Hầu hết các loài trèo cây khác đều sử dụng các lỗ tự nhiên hoặc tận dụng tổ chim gõ kiến cũ, trừ các phân loài của S. canadensis tự đục cây làm tổ. Một số loài thu nhỏ kích thước lỗ vào và bịt kín các vết nứt bằng bùn. S. canadensis phủ các hạt nhựa thông dính xung quanh lối vào để giữ cho tổ được an toàn, trong đó con đực bôi nhựa thông bên ngoài và con cái bôi bên trong. Nhựa cây có thể ngăn chặn những kẻ săn mồi hoặc đối thủ cạnh tranh (những con chim cư trú bên trong tránh nhựa bằng cách chui thẳng qua lỗ vào). S. carolinensis trét bọ phồng rộp (Meloidae) xung quanh lối vào tổ của chúng. Hành vi này được cho là nhờ vào mùi khó chịu từ con bọ mà có thể xua đuổi các loài sóc. Sóc là đối thủ cạnh tranh chính của loài trong các hốc cây tự nhiên.
S. neumayer xây tổ hình bình phức tạp từ bùn, phân và lông, và bôi trét lông vũ và cánh côn trùng bên ngoài tổ và các kẽ hở quanh đó. Tổ của chim nằm trong các kẽ đá, trong hang động, dưới vách đá nhô ra hoặc trên các tòa nhà. S. tephronota xây tổ với cấu trúc tương tự, nhưng lối vào tổ ít phức tạp hơn. Tổ của loài có thể khá nhỏ, nhưng lại có thể nặng tới 32 kg (71 lb). S. tephronota cũng làm tổ ở bờ sông hoặc hốc cây, và sẽ mở rộng lỗ vào tổ nếu khoang quá nhỏ.

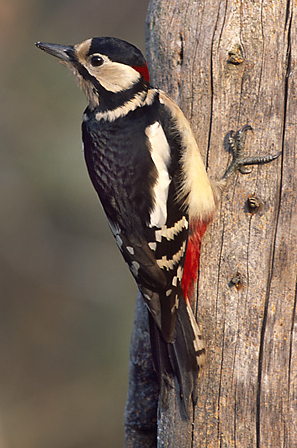
Gõ kiến nhỏ sườn đỏ là loài săn mồi lớn đối với tổ của S. europaea.

Trèo cây là loài một vợ một chồng (bạn đời suốt đời). Con cái đẻ trứng màu trắng có đốm đỏ hoặc vàng. Kích thước ly hợp khác nhau, có xu hướng lớn hơn đối với các loài phía bắc. Chim cái hoặc đôi khi cả hai giới ấp trứng từ 12 đến 18 ngày, thời gian tùy từng loài. Sau khi trứng nở, con non trần truồng và phụ thuộc vào bố mẹ, và mất từ 21 đến 27 ngày để trưởng thành. Cả bố và mẹ đều cho con non ăn. Trong trường hợp hai loài ở châu Mỹ, S. pusilla và S. pygmaea, những con đực con từ lứa trước có thể giúp bố mẹ trong việc cho ăn.
Đối với một số ít loài có dữ liệu, tuổi thọ trung bình của trèo cây trong tự nhiên là từ 2–3,5 năm, mặc dù cũng đã ghi nhận trường hợp lên tới 10 năm. S. europaea có tỷ lệ sống sót hàng năm khi trưởng thành là 53% và S. whiteheadi đực là 61,6%. Trèo cây và các loài chim rừng nhỏ khác có chung thiên địch: các loài diều hâu và họ hàng, cú, sóc và gõ kiến. Một nghiên cứu của Mỹ cho thấy phản ứng của trèo cây đối với kẻ thù có thể liên quan đến chiến lược sinh sản. Họ đo lường mức độ sẵn sàng của con đực của hai loài trong việc đang cho con cái đang ấp trứng ăn trong tổ, bằng phương pháp đột ngột cho xuất hiện mô hình diều hâu vuốt sắc chuyên săn những con chim trèo cây trưởng thành, hoặc loài tiêu liêu Troglodytes aedon đi phá hủy trứng. Tuy S. carolinensis có tuổi thọ ngắn hơn S. canadensis, nhưng lại sinh nhiều con non hơn và được phát hiện là có phản ứng gay gắt hơn với kẻ săn trứng, còn loài S. canadensis thì lại tỏ ra quan ngại với diều hâu hơn. Nghiên cứu này đã giúp củng cố giả thuyết rằng các loài có vòng đời lâu hơn được hưởng lợi từ khả năng sống sót của con trưởng thành và cơ hội sinh sản trong tương lai, trong khi những loài chim có tuổi thọ ngắn hơn lại coi trọng vấn đề sinh tồn của lứa chim lớn hơn.
Thời tiết trở lạnh có thể là vấn đề đối với những loài chim nhỏ không di cư. Một số loài trèo cây sử dụng phương pháp ngủ tập thể trong các nhóm chật hẹp để có thể giữ cơ thể ổn định nhiệt độ. Ví dụ trong một nghiên cứu cho thấy, có hơn 170 cá thể S. pygmaea đã được phát hiện chui rúc trong một cái buồng duy nhất. S. pygmaea có thể hạ thân nhiệt khi ngủ, lưu trữ năng lượng thông qua hạ thân nhiệt và giảm tốc độ trao đổi chất.

### Kiếm ăn

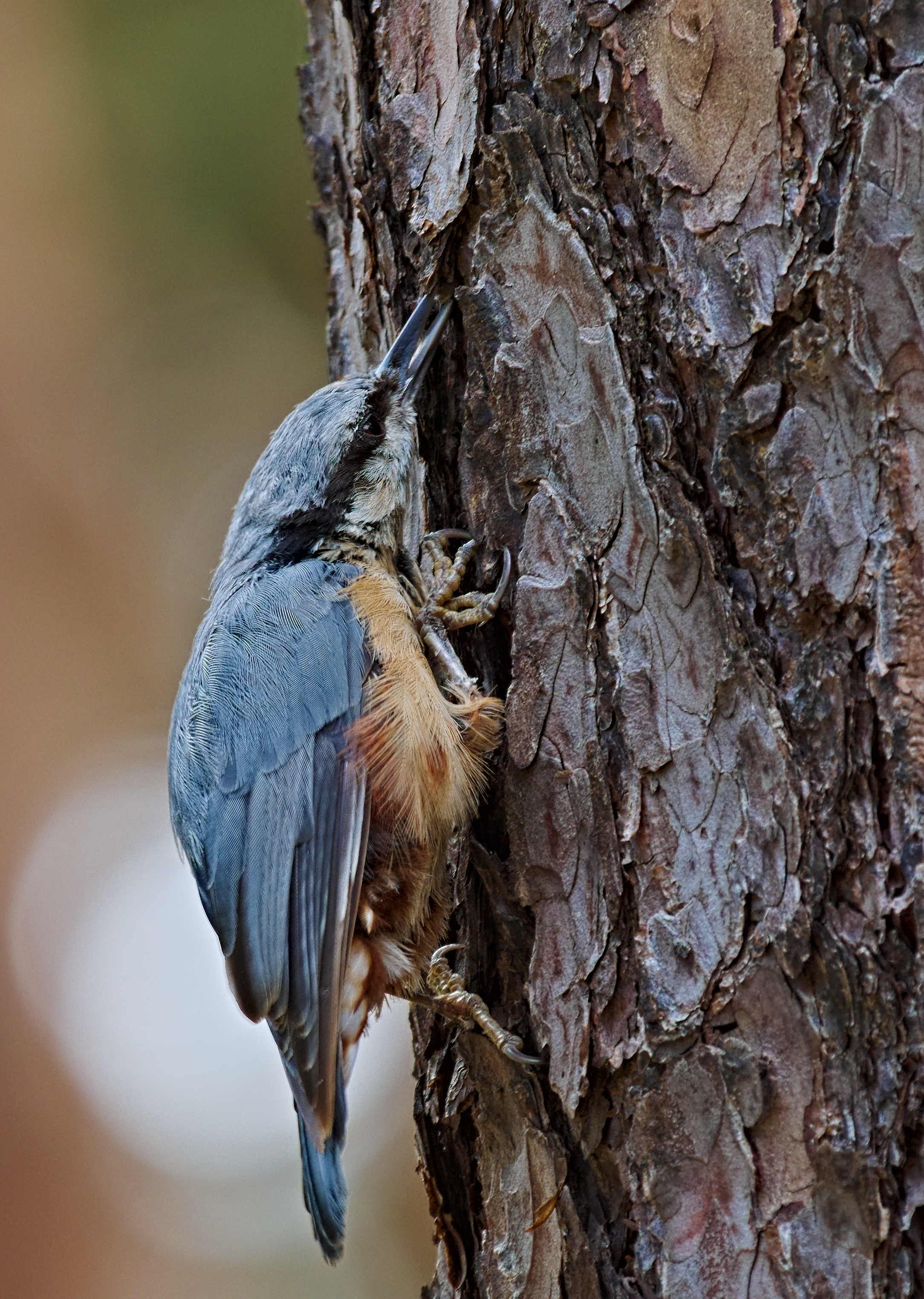
S. europaea đang cạy thứ gì đó ra từ dưới vỏ cây

Trèo cây kiếm ăn dọc theo thân và cành cây, và tham gia vào hội sinh thái cùng với gõ kiến. Tuy nhiên, không giống như gõ kiến và đuôi cứng, chúng không sử dụng đuôi để hỗ trợ, mà thay vào đó dựa vào đôi chân và bàn chân khỏe mạnh của mình để di chuyển bằng những bước nhảy giật cục. Chúng có thể cúi đầu xuống và treo ngược bên dưới cành cây. S. krueperi thậm chí còn có thể vươn người xuống từ tư thế lộn ngược để uống nước từ lá mà không cần chạm đất. Các loài trèo cây ở vùng đá kiếm ăn với kỹ thuật tương tự như các loài sống trong rừng, và thậm chí chúng còn kiếm ăn trên các mặt đá và đôi khi là ở các tòa nhà. Trong mùa sinh sản, một cặp trèo cây chỉ đi kiếm ăn trong lãnh thổ của chúng. Còn khi ngoài mùa sinh sản, chúng sẽ hợp tác với các cá thể bạc má đi ngang hoặc tham gia vào các đàn kiếm ăn hỗn hợp.
Khẩu phần ăn chính của trèo cây là côn trùng và các loài động vật không xương sống khác, đặc biệt là trong mùa sinh sản, chúng hầu như chỉ dựa vào con mồi sống. Tuy nhiên trong mùa đông, hầu hết các loài trèo cây đều chuyển sang ăn hạt do có ít động vật không xương sống hơn. Chim có thể chèn các loại mồi có kích thước lớn hơn, chẳng hạn như côn trùng lớn, ốc sên, quả kiên và hạt, vào bên trong các vết nứt và đập lọt vào bằng cái mỏ khỏe của mình. Đặc biệt, S. pusilla sử dụng một miếng vỏ cây làm đòn bẩy để cạy những mảnh vỏ cây khác lên để tìm thức ăn. Miếng vỏ cây này có thể được mang từ cây này sang cây khác, hoặc dùng để che đậy chỗ tích trữ hạt.
Tất cả các loài trèo cây dường như đều tích trữ thức ăn, đặc biệt là hạt giống, trong các kẽ hở trên cây, trong lòng đất, dưới những viên đá nhỏ hoặc dưới những mảnh vỏ cây. Một nghiên cứu năm 1994 trên 6 cá thể S. europaea cho thấy chúng có thể ghi nhớ các chỗ tích trữ này trong 9 ngày. Tương tự, các loài trèo cây ở vùng đá nhét những con ốc vào những kẽ hở thích hợp để sử dụng trong những thời điểm cần thiết. Các nhà nghiên cứu đã phát hiện S. europaea là loài có tập tính tránh sử dụng mồi tích trữ trong những điều kiện ôn hòa và để dành cho những thời điểm khắc nghiệt hơn.

## Tình trạng bảo tồn

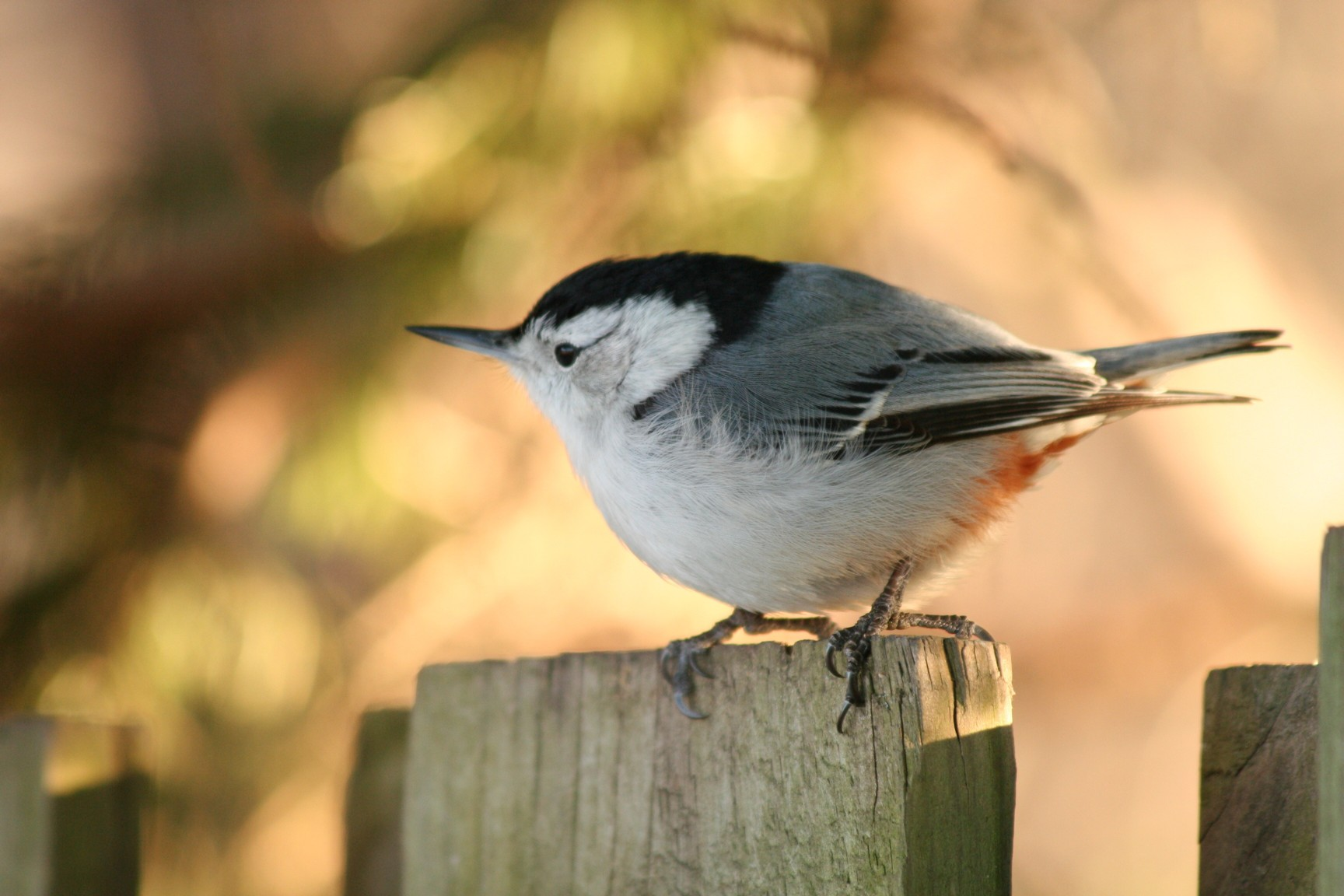
S. carolinensis, loài chim phổ biến ở phần lớn Bắc Mỹ

Một số loài trèo cây, chẳng hạn như S. europaea và các loài ở Bắc Mỹ, có phạm vi phân bố rộng và quần thể lớn, đồng thời gặp ít vấn đề về bảo tồn, mặc dù chúng có thể bị ảnh hưởng bởi sự phân mảnh rừng tại một số khu vực nhất định.
Ngược lại, một số loài khác có phân bố hạn chế hơn phải đối mặt với áp lực nghiêm trọng. Loài nguy cấp S. victoriae chỉ được tìm thấy ở khu vực núi Victoria của Myanmar. Ở đấy, khu rừng trên núi cao tới 2.000 m (6.600 ft) so với mực nước biển gần như đã bị con người chặt phá hoàn toàn, và môi trường sống ở độ cao 2.000–2.500 m (6.600–8.200 ft) bị hủy hoại nặng nề. Gần 12.000 người sống ở Vườn quốc gia Núi Victoria đã đốt và đặt bẫy, gây áp lực đến sự tồn vong của loài. Quần thể S. victoriae ước tính chỉ còn vài nghìn cá thể và đang suy giảm mà không có biện pháp bảo tồn nào được áp dụng. S. ledanti chỉ được tìm thấy ở bốn khu vực của Algérie, và có tổng số lượng không vượt quá 1.000 cá thể. Mặc dù sinh sống trong Vườn Quốc gia Taza nhưng chính hỏa hoạn, xói mòn, chăn thả và xáo trộn do chăn nuôi đã làm suy thoái môi trường sống của chúng.
Phá rừng cũng gây suy giảm quần thể của các loài sắp nguy cấp như trèo cây mỏ vàng và S. yunnanensis. Mặc dù S. yunnanensis có thể chịu đựng được tình trạng mất cây vì chúng sống ở rừng thông thoáng đãng, nhưng bất kể loài này có phân bố tương đối rộng đến đâu, chúng cũng đã biến mất khỏi một số khu vực vốn từng được ghi nhận vào đầu thế kỷ 20. Thực trạng hơn 70% diện tích rừng ở Hải Nam đã mất trắng trong 50 năm qua đã đặc biệt đe dọa nghiêm trọng loài trèo cây mỏ vàng, và được cho là bắt nguồn từ hoạt động canh tác nương rẫy và sử dụng gỗ làm nhiên liệu trong các chương trình tái định cư của chính phủ Trung Quốc.
Quá trình đô thị hóa và phát triển trong và xung quanh các khu rừng lá kim trưởng thành đã đe dọa S. krueperi. Đặc biệt là ở các khu vực ven biển Địa Trung Hải từng có quần thể loài này rất lớn. Luật thúc đẩy du lịch có hiệu lực ở Thổ Nhĩ Kỳ vào năm 2003, càng làm đe dọa môi trường sống của chúng trầm trọng thêm. Vốn dĩ, luật này đã giảm bớt tính quan liêu và tạo điều kiện dễ dãi hơn cho các nhà phát triển xây dựng các cơ sở du lịch và nhà nghỉ mùa hè ở vùng ven biển, nơi mà nạn mất rừng đang là vấn đề ngày càng nghiêm trọng đối với loài trèo cây.